# Kirsánov
Kirsánov (del ruso: Кирса́нов) es una ciudad del óblast de Tambov, en Rusia, centro administrativo del raión homónimo. Está situada a orillas del río Vorona, en su punto de confluencia con el Pursovka, a 87 km (93 km por carretera) al sudeste de Tambov. Su población era de 17.853 habitantes en 2010.
A unos dos kilómetros al nordeste de la ciudad está la base aérea de Kirsánov.

## Historia
Kirsánov fue fundada en la primera mitad del siglo XVII con el nombre Kirsánovo (Кирсаново), tomando el nombre del primer colono que se instaló, Kirsán Zubakin. Recibió el estatus de ciudad en 1779. En 1875 fue conectada al ferrocarril que la conecta a Sarátov y a Tambov.
De 1920 a 1922 fue uno de los centros de la rebelión de Tambov.

## Demografía
| 1897   | 1926   | 1939   | 1959   | 1970   |
| ------ | ------ | ------ | ------ | ------ |
| 10 700 | 11 600 | 12 800 | 16 600 | 21 800 |
| 1979   | 1989   | 1996   | 2002   | 2007   |
| 21 300 | 20 800 | 20 400 | 18 506 | 18 100 |

## Cultura y lugares de interés
Existen una serie de edificios comerciales y públicos de entre 1838 y 1841, así como la iglesia de San Cosme y San Damián (Козьмодемьянская церковь) de 1839.
Cuenta con un museo de etnografía territorial desde 1924.

## Economía y transporte
En Kirsánov hay un taller para máquinas textiles así como compañías dedicadas a este sector y al alimentario (azúcar, leche en polvo, fruta, comida y verdura envasada).
La ciudad está en la línea de ferrocarril Moscú-Tambov-Saratov. Por la localidad pasa la 1R208 desde Tambov que continúa como la 1R209 rumbo a Penza.